# Ludvík Schindler
Ludvík Schindler, křtěný Ludvík František (27. prosince 1917 Havlíčkův Brod – ?) byl český grafik a malíř.

## Život
Ludvík Schindler se narodil v Německém Brodě v rodině pokladního úředníka státní dráhy ve Vídni Ludvíka Schindlera a jeho ženy Kamily rodem Panské z Německého Brodu. Poté studoval na československé státní reálce v Nové Pace, po uzavření vysokých škol navštěvoval školu Mánesa pod vedením Jana Baucha a Miloše Maliny. Po totálním nasazení v Berlíně se vrátil do Prahy a věnoval se užité i propagační grafice. V roce 1957 byl přijat do svazu československých výtvarných umělců v Praze, obor Asociace užité grafiky, kromě toho se věnoval i tvorbě malířské. Byl dlouholetým spolupracovníkem Národního muzea. Vytvořil pro muzeum řadu plakátů a graficky ztvárnil značné množství výstav. Okolo roku 1993 začal věnovat vytvoření cyklu plakátů na ekologické téma, protože cítil potřebu varovat lidstvo před vyhubením samo sebe. V malířské tvorbě byl zprvu pod vlivem Bauchovského hesla „do obrazu je nutno dostat napětí, atmosféru a barvu“ a jeho styl je možné označit za expresionistický (např. obraz „Piják“). Později se jeho obrazy dostávaly do oblasti imaginace (např. obrazy „Vesmír“, „Erupce“, „Signály“, etc.). Ke kresbě perem – v cyklech na motivy katedrály Svatovítského domu – modeloval propletence čar zcela novým, až orientálně filigránským rukopisem, v té době v domácím prostředí téměř neznámým.

## Výstavy

### Účasti na výstavách
- Pražský salon 1967
- Vinohradský salon 1968
- Fragnerova galerie v Praze 1978
- Okresní muzeum Praha východ v Čelákovicích 1986
- Městské kulturní středisko 1987
- Ludvík Schindler dětem k MDD, Třeboň 1987

### Grafické a prostorové řešení výstav
- "Chemie kolem nás" v paláci u Hybernů 1958
- "Výstavní síň PZ0 Intersigma" Praha 1958
- "Naši krajané", Náprstkovo muzeum 1959
- "Expedice Maghreb", Národní muzeum 1975
- "Zdeněk Nejedlý", Národní muzeum 1975
- "Slovanské knížecí hradisko v Libici n. Cidlinou " Národní muzeum 1980
- "Umění etrusků" Národní muzeum 1982